# District de Ganjingzi
Le district de Ganjingzi (甘井子区 ; pinyin : Gānjǐngzi Qū) est une subdivision administrative de la province du Liaoning en Chine. Il est placé sous la juridiction de la ville sous-provinciale de Dalian.